# Muscle de l'incisure terminale de l'auricule
Le muscle de l'incisure terminale de l'auricule (ou muscle intertragique ou muscle de la grande incisure de Santorini ou muscle de l’incisure de l’hélix) est un muscle cutané inconstant intrinsèque de l'oreille.
Il recouvre la partie inférieure de l'incisure terminale de l'auricule.

## Trajet
Les fibres musculaires ont un court trajet oblique ascendant.

## Innervation
Le muscle de l'incisure terminale de l'auricule est innervé par une branche temporo-faciale du nerf facial.

## Action
Le muscle de l'incisure terminale de l'auricule est dilatateur de la conque.